# Angelin German
Pour l’article homonyme, voir German.
Angelin Mathieu German, né le 13 juillet 1915 à Hyères, et mort le 7 mars 2015 à Draguignan, est un médecin, résistant et homme politique français.

## Biographie

### Origines familiales
Le patronyme familial est probablement dérivé du mot « Germain ». La famille est originaire du village de Flayosc depuis quatre siècles ; on a découvert un German flayoscais né dans ce village vers 1600.
Le grand-père paternel, Blaise German (1819-1887), né et décédé à Flayosc, exerçait la profession de cordonnier ; il avait épousé en 1846, à Villecroze, Marie Mélanie Miollis (1827-1899), dont la famille est établie à Villecroze depuis le XVIe siècle.
Les grands-parents maternels, qu'il a peu connus, étaient originaires du Piémont, plus précisément de Magliano Alfieri, près de Turin.
Son père Jacques Baptistin est cordonnier. Après le décès d'une première épouse en 1912, il se remarie rapidement avec Eugénie Isnardi en 1913 et devient représentant en légumes (choux, salades, artichauts, etc.) et fleurs (violettes) à Hyères (dont la production de primeurs était importante) à l'issue de la première Guerre mondiale, lorsque son frère Aimé a été démobilisé.
Son oncle et parrain portait le même prénom et le même nom que lui, Angelin German.

### Enfance
Il entre à l'unique école primaire d'Hyères le 1er octobre 1922.
À partir de 1927, il a 12 ans, ses parents prennent leur retraite et déménagent pour Flayosc, village de cœur du père. Ils habitent une maison près de l'actuelle ancienne mairie de ce village.
Il réussit l'examen du certificat d'études primaires en 1928 à Flayosc.
Son père, qui avait de nombreux enfants à charge, déménage peu de temps après pour Draguignan. Il achète une épicerie 11 rue des marchands. Angelin poursuit sa scolarité au collège de garçons (qui deviendra en 1932 le lycée Général Ferrié) de Draguignan.
Il obtient son baccalauréat (série « mathématiques élémentaires ») en 1934.

### Années de formation
Il s'inscrit alors à la « Faculté mixte de médecine générale et coloniale et de pharmacie » de Marseille, dans une section polyvalente et non spécialisée de physique-chimie-biologie, dite « PCB » (1934-35).
Il s'inscrit ensuite à l'école de médecine navale de Toulon où il passe sa première année de médecine. Sa deuxième année de médecine, il la suit à la faculté de médecine de Marseille, sous l'autorité du professeur Charles Mattéi. Il en est de même pour la troisième année de médecine (1937-38). Concernant la quatrième année, il suit les cours à Marseille tout en faisant un stage d'interne à l'hôpital de Draguignan.
En septembre 1939, il est mobilisé et est incorporé dans la 16e section d'infirmiers militaires de Lunel. Il est nommé à la fin de l'année médecin auxiliaire. Il est alors affecté à l'armée des Alpes, d'abord près de Briançon puis dans la vallée de l'Ubaye et le Queyras.
Il est démobilisé lors de la défaite française et retrouve son poste d'interne à l'hôpital de Draguignan le 1er octobre 1940, après avoir été déclaré invalide de guerre.

### Médecin et Résistant
Il aide la famille d'un résistant dracénois, Jean Piquemal, début octobre 1940. Il rejoint le groupe de résistants varois dirigé par Georges Cisson. German est notamment chargé de faire la liaison entre les résistants de Draguignan et ceux des cantons de Salernes et d'Aups.
Durant les années 1940 à 1943, il hospitalise régulièrement et secrètement les opposants au régime de Vichy ; pour cela il utilise de fausses identités fournies par la Résistance.
Il aménage et organise une petite infirmerie clandestine dans la campagne, au site de Riou, entre Lorgues et Salernes et y soigne des blessés.
Il est un élément clef du « Comité des œuvres sociales des organismes de la Résistance » (COSOR) dans le département du Var dont il fut le délégué pendant 70 ans.
Il soutient sa thèse le 23 novembre 1943, dont le titre est : « Contribution à l'étude des hémorragies intermenstruelles ». C'est dans ces années là qu'il se spécialise en gynécologie.
D'octobre 1943 à août 1944, il est le médecin du Maquis Vallier jusqu'à sa dissolution. C'est de là qu'il tirera le surnom que certains lui attribueront ultérieurement de « toubib du maquis », ou simplement du « Toubib ».
Lors du débarquement de Provence, avec Denis Fontès, il accueille l'avant-garde des soldats américains qui viennent de la Motte, et dirige l'une des deux colonnes jusqu'à la place Portaiguières. Lors des combats contre les Allemands à Draguignan, il contribue à soigner les résistants et les GI blessés dans le cadre du Secours médical dracénois de la Libération (devenu ultérieurement Comité médical dracénois).
Ne sachant pas comment procéder à l'inhumation des morts, il trouve, à la limite du cimetière de Draguignan, mitoyen avec le carré militaire, un grand champ d'oliviers pratiquement abandonné : c'est là qu'il inhume le 16 août 1944 des soldats américains ; ce lieu deviendra par la suite le Cimetière américain de Draguignan.
Il soigne aussi les blessés de Fayence et met sa vie en danger les 19 et 20 août 1944. Il se rend au Charnier de Signes en septembre 1944 aux fins de reconnaissance des corps.
En 1945, il rejoint le service de santé de la 27e division d'infanterie à Arbois, dans le Jura. Le 26 juin 1945, il est nommé médecin-capitaine du 1er groupe du 19e régiment d'artillerie par arrêté signé par le Général de Gaulle. Son unité se rend en Autriche, et c'est à Brandenberg qu'il fait la connaissance de Josépha Marksteiner, qui deviendra son épouse le 26 avril 1946. Ils auront par la suite trois enfants.

### Médecin et homme politique
À la Libération, il est l'un des deux médecins gynécologues-obstétriciens du département du Var.
À l'hôpital de Draguignan, il développe le service Maternité, qui était embryonnaire à ce moment-là.
Il crée à Draguignan une clinique privée, désignée par lui « clinique Villa Médicis » et appelée communément « clinique German », sur le toit de laquelle il fait construire un héliport en 1974, fermé par décision administrative en 1976.
Il est élu conseiller général du canton de Salernes en 1951 ; il est battu aux élections cantonales de 1957.
En 1959, après le décès d'Antoine Favro, maire de Draguignan, des élections municipales partielles sont organisées dans cette ville. La gauche se réunit sous la bannière d'Édouard Soldani, tandis que la droite est dirigée par Angelin German. À l'issue des opérations de vote, la liste Soldani l'emporte nettement.
En 1958, il a été élu suppléant du député UNR (gaulliste), Gabriel Escudier, élu de Tavernes. Celui-ci décédant soudainement en 1962, le Dr German le remplace du 5 juin au 9 octobre 1962 en tant que député,. Courageusement, il vote en faveur de la censure du gouvernement Pompidou en octobre 1962, comme trois autres députés UNR.
La réaction gaulliste ne se fait pas attendre : à la suite de la dissolution de l'Assemblée nationale, il n'est pas investi par l'UNR à l'occasion des élections législatives de décembre 1962. Il se présente en candidat indépendant dans la première circonscription du Var (Draguignan) mais est battu.
De 1957 à 1964, il contribue à la réalisation d'un monument de commémoration à la gloire des sacrifices des Martyrs de la Résistance varoise, avec l'opposition déclarée d'Édouard Soldani, alors sénateur-maire de Draguignan et président du Conseil général. Les difficultés entre les deux hommes tiennent à leurs profondes divergences politiques (German est gaulliste alors que Soldani est socialiste ; les deux hommes ont été adversaires lors des municipales de 1959) ainsi qu'à leur différence d'appréciation de leurs rôles durant la Seconde guerre mondiale, Soldani ayant été un « administratif » et un « coordinateur », alors que German avait œuvré « sur le terrain ».
En 1969, il est nommé président de l'UDR dans le Var. La direction nationale se méfie du secrétaire départemental de la fédération varoise, Bernard Laffont, et ordonne à German de l'évincer. German refuse catégoriquement et démissionne de sa fonction (tout en restant membre de l'UDR), puis est exclu d'office du parti en 1970.
Flayosc, qui connaissait un conflit au sein du conseil municipal, connaît des élections municipales partielles en 1966 à la suite de la démission de nombreux conseillers municipaux. German, âgé de 51 ans, devient maire de Flayosc en 1966, en tant que coordinateur d'une liste d'union apolitique.
Il est réélu maire de ce village en 1971, 1977, 1983, 1989, chaque fois dès le premier tour.
Il décide de ne pas se représenter lors des élections de juin 1995, étant âgé de 80 ans.
En novembre 1986, 27 ans après sa première tentative, il se porte candidat « divers droite » à l'élection municipale partielle de Draguignan : n'obtenant que 16 % des voix alors que son concurrent UDF, Max Piselli, récolte 24 % des suffrages, il se retire du jeu politique dracénois et reste maire de Flayosc.
Son activité de gynécologue-obstétricien est évaluée à environ 15 000 accouchements de 1940 à 1985, date de cessation officielle de son activité de gynécologue-obstétricien.
Il fut également délégué départemental de l'Entraide Française, organisme qui succéda au secours National pour régler le problème du retour des 1700 familles expulsées en 1940 par l'armée italienne, et poursuivit pendant 70 ans son action au sein du COSOR
En 2008-2009, il retrouve les noms des participants ignorés mais essentiels de la « Résistance profonde » dans le Var, en fait une liste, et dépose dans chacune des communes du département un « Tableau d'honneur » de ces hommes et femmes courageux.
Il décède dans le 7 mars 2015 à Draguignan, à l'âge de 99 ans. Les obsèques ont lieu le mardi 10 mars 2015 à l'église Saint Michel.

## Distinctions
(août 2015).
Si vous disposez d'ouvrages ou d'articles de référence ou si vous connaissez des sites web de qualité traitant du thème abordé ici, merci de compléter l'article en donnant les références utiles à sa vérifiabilité et en les liant à la section « Notes et références ».
- Chevalier (10.02.1962) puis Officier (16.08.2004) de la Légion d'honneur
- Officier (11.12.1972) puis Commandeur (08.08.1994) de l'Ordre du Mérite
- Croix de guerre : citation à l'ordre du corps d'armée (07.07.1945) ; citation à l'ordre du régiment (12.06.1946)
- Médaille de la Résistance (30.11.1946)
- Insigne FFI (CNR no 109004)
- Croix du combattant volontaire de la Résistance (29.09.1961)

## Hommages toponymiques
- « Avenue du Docteur German, Toubib des Maquis » à Flayosc (2003).
- « Place du Docteur German » (anciennement « Place de la gare ») à Draguignan (2006).
- Une plaque commémorative, fixée au 386 bd John Kennedy, en face du Cimetière américain de Draguignan, évoque la Libération de Draguignan en août 1944 et mentionne l'action du Dr German.

### Sources et bibliographie
- Angelin German, Les chemins de la mémoire : 65 ans au service social de la Résistance, Éditions Bonnaud, 2007.